# Адамс, Грэнтли Герберт
Сэр Грэнтли Герберт Адамс (англ. Grantley Herbert Adams; 28 апреля 1898, Сент-Майкл (Барбадос) — 28 ноября 1971, Сент-Майкл (Барбадос)) — барбадосский юрист, профсоюзный, политический и государственный деятель, первый премьер колонии Барбадос (1953—1958) и премьер-министр Федерации Вест-Индии (1958—1962). Лидер профсоюзного движения, основатель Барбадосской лейбористской партии. Национальный герой Барбадоса.

## Юрист
Родился в семье преподавателя. В 1918 году выиграл конкурс на стипендию и получил право обучения в Оксфорде. Приобрёл в Великобритании известность в качестве юриста. В 1925 году вернулся на Барбадос. Работал адвокатом.

## Лейборист
Был сторонником социальных реформ и расширения самостоятельности Барбадоса. Он активно участвовал в правовой защите участников рабочих бунтов середины 1930-х годов, в частности профсоюзного активиста Клемента Пэйна. С 1938 возглавлял основанную им Барбадосскую прогрессивную лигу, в 1944 переименованную в Барбадосскую лейбористскую партию (БЛП). С 1941 — лидер профобъединения Барбадосский рабочий союз.
Движение, возглавленное Адамсом, на протяжении 1940-х годов добилось снижения избирательного ценза и предоставления избирательных прав женщинам. Законодательные акты, инициированные Адамсом, улучшили условия труда, повысили заработную плату, заложили основы общественных служб, социальных гарантий, пенсионной системы Барбадоса. К концу десятилетия на острове была сломлена социально-политическая монополия плантаторов.

## Премьер и оппозиционер
В феврале 1953 года британский губернатор Барбадоса Альфред Сэвидж назначил Грэнтли Адамса премьером колонии. Специально учреждённый пост означал руководство самоуправлением острова. С 1958 по 1962 Адамс являлся премьер-министром Федерации Вест-Индии. В 1957 был посвящён в рыцари Её Величества и стал именоваться сэр Грэнтли Герберт Адамс.
На административных постах проявилась умеренность и компромиссность позиции Адамса, не желавшего разрыва карибских островов с Великобританией. В результате его популярность снизилась, возникли конфликты с радикальными антиколониальными активистами. Лидер радикалов Эррол Бэрроу порвал с БЛП Адамса и в 1955 создал Демократическую лейбористскую партию. Он выдвинулся на роль лидера антиколониального движения. После предоставления независимости в 1966 году Бэрроу стал первым премьер-министром независимого Барбадоса. Грэнтли Герберт Адамс выступал как лидер оппозиции правительству Бэрроу.

## Национальный герой
В 1970 оставил политическую деятельность. Год спустя он скончался в возрасте 73 лет. Похоронен в бриджтаунском англиканском кафедральном соборе Сент-Майкл.
Включён в перечень Национальных героев Барбадоса, утверждённый барбадосским парламентом в 1998 году.

Политическая легенда, отец демократии, выдающийся лидер, дальновидный политик — это лишь некоторые из чествований, относимых к Грэнтли Герберту Адамсу… Беспрецедентные достижения сэра Грэнтли в политическом освобождении Барбадоса, в защите интересов эксплуатируемых рабочих масс делают его мессианской фигурой для многочисленных сторонников.

Его именем назван международный аэропорт Барбадоса. Перед резиденцией правительства воздвигнута его статуя. Портрет Адамса изображён на банкноте в 100 барбадосских долларов.

## Семья и хобби
Был женат на Грейс Адамс, в браке имел сына. Том Адамс-младший — известный барбадосский политик, второй лидер БЛП и второй премьер-министр независимого Барбадоса в 1976—1985.
Его спортивным увлечением являлась игра в крикет.